# Ferdinando d'Adda
Ferdinando d'Adda (Milano, 1º settembre 1650 – Roma, 27 gennaio 1719) è stato un cardinale italiano.

## Biografia
Nacque a Milano il 1º settembre 1650, dall'antica e nobile famiglia d'Adda, figlio di Costanzo conte di Sale e Anna Cusani..
Fu prefetto della Congregazione dei Riti. Nominato nunzio apostolico a Londra durante il regno di Giacomo II, ebbe il delicato compito di indurre il re inglese ad intercedere con Luigi XIV a favore degli oppressi protestanti francesi.
Papa Alessandro VIII lo elevò al rango di cardinale nel concistoro del 13 febbraio 1690.
Partecipò a due conclavi:
- Conclave del 1691 che elesse Innocenzo XII
- Conclave del 1700 che elesse Clemente XI

Morì il 27 gennaio 1719 all'età di 68 anni.

## Genealogia episcopale e successione apostolica
La genealogia episcopale è:
- Arcivescovo Dominic Maguire, O.P.
- Cardinale Ferdinando d'Adda

La successione apostolica è:
- Vescovo Bonaventure Giffard (1688)
- Vescovo Philip Michael Ellis, O.S.B. (1688)
- Vescovo James Smith (1688)
- Vescovo Francesco Bonesana, C.R. (1692)
- Arcivescovo Marcos de Ostos, O. de M. (1692)
- Vescovo Teofilo Testa, O.F.M. (1692)
- Vescovo Emilio Giacomo Cavaliere, C.P.O. (1694)
- Vescovo Carlo Ottaviano Guasco (1695)
- Vescovo Agnello Rossi, O.Carm. (1695)
- Vescovo Giovanni Stefano Pastori (1695)
- Vescovo Vincenzo della Marra, C.R.L. (1695)
- Vescovo Daniele Scoppa, O.Carm. (1695)
- Vescovo Giuseppe Maria Borgognini (1695)
- Vescovo Francesco della Marra (1696)
- Vescovo Giacinto Camillo Maradei (1696)
- Cardinale Agostino Cusani (1696)
- Vescovo Bernardino Pecci (1710)
- Arcivescovo Christopher Butler (1711)
- Vescovo Dondazio Alessio Malvicini Fontana (1712)
- Arcivescovo Silvio de' Cavalieri (1712)
- Vescovo Alessandro Arrigoni (1713)
- Vescovo Carlo Maria Giuseppe Fornari (1713)
- Vescovo Genesio Calchi (1714)
- Cardinale Carlo Gaetano Stampa (1718)
- Arcivescovo Alessandro Maria Litta (1718)
- Vescovo Pietro Antonio Pietrasanta, B. (1718)
- Vescovo Pietro Grassi (1718)
- Vescovo Tommaso Maria Farina, O.P. (1718)

## Opere
- Relazione dello stato presente delle acque che infestano le tre provincie di Romagna, Ferrara e Bologna con il parere sopra li rimedi proposti, Bologna, eredi di Vittorio Benacci, 1715.